# Emilio Núñez Portuondo
Emilio Núñez Portuondo (Filadelfia, 13 de septiembre de 1898-Panamá, 19 de agosto de 1978) fue un político, abogado y diplomático cubano, primer ministro de Cuba en 1958. 

## Biografía
Núñez estudió en la escuela La Salle en Cuba y se graduó en leyes en 1919 en la Universidad de La Habana.

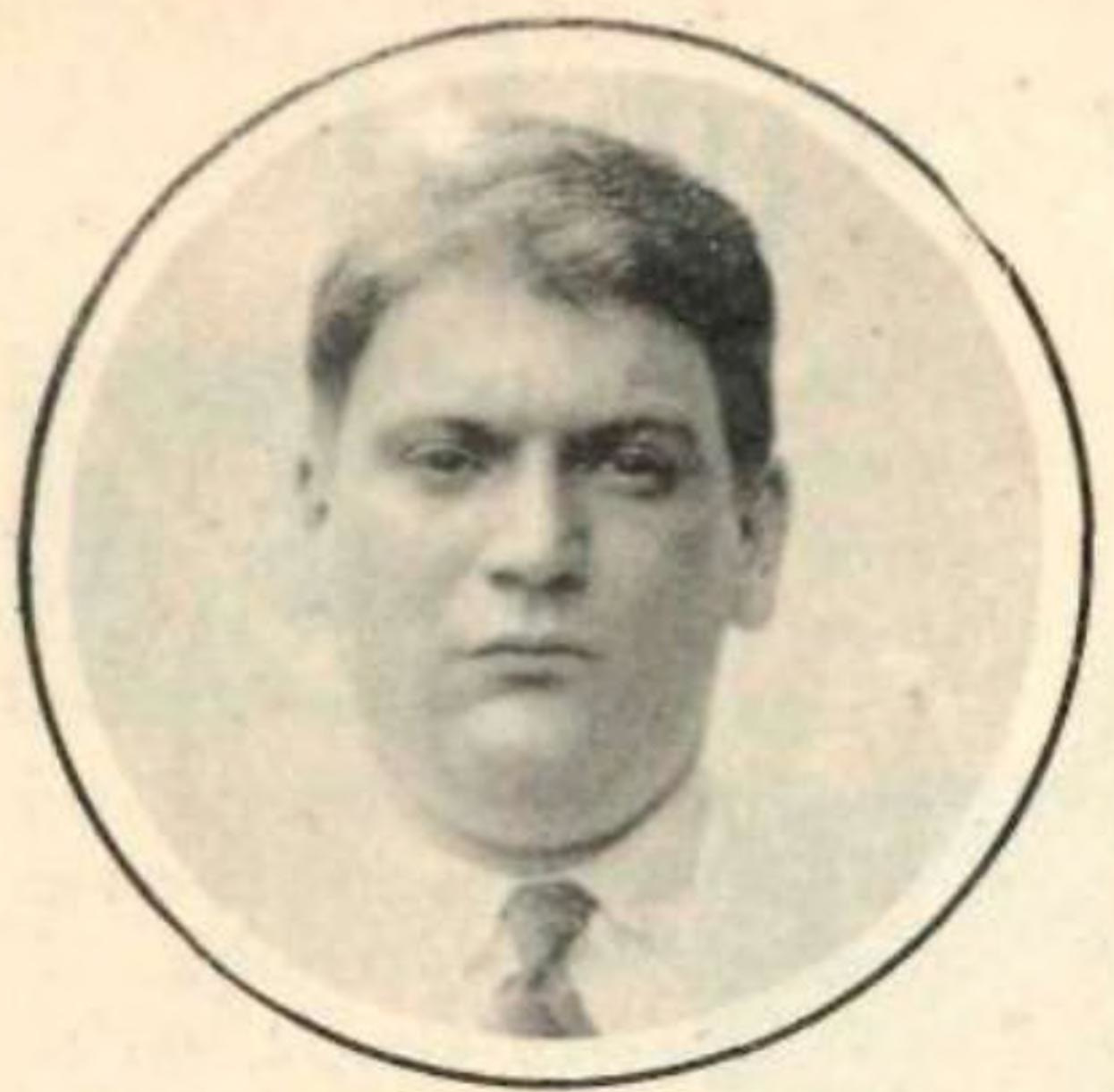
Fotografiado hacia 1925

Fue representante a la Cámara y senador por la provincia de Las Villas y fue también el embajador de Cuba en Panamá, Perú, Holanda, Bélgica y Luxemburgo. Además fue delegado a la Convención para la Constitución de 1940.
Sirvió a su país como representante de Cuba ante las Naciones Unidas por siete años y como ministro de Trabajo durante el gobierno de Andrés Domingo y Morales del Castillo. Fue primer ministro de Cuba en 1958. Recibió la Orden Nacional de la Legión de Honor de Francia y muchas otras de distintos países.

## Familia
Era hijo del general Emilio Núñez Rodríguez, un vicepresidente de Cuba, gobernador de La Habana y ministro de Agricultura; y hermano del candidato a la presidencia de Cuba en 1948 Ricardo Núñez.
Se casó tres veces y tuvo cuatro hijos, Emilio Núñez Blanco, Ricardo Núñez García, Brunilda Núñez Fábrega y Fernando Núñez Fábrega, exministro de Relaciones Exteriores de la República de Panamá. Su hijo, Emilio Núñez Blanco, fue el segundo marido de Myrta Díaz-Balart (la primera esposa de Fidel Castro).
Está enterrado en Panamá en la iglesia del Carmen al lado de su tercera esposa, la panameña Olga Fábrega Fábrega.